# Joseph Luns
Joseph Antoine Marie Hubert Luns (Rotterdam, Països Baixos, 1911 - Brussel·les, Bèlgica 2002), fou un polític neerlandès, ministre d'Afers Estrangers al seu país i Secretari General de l'OTAN entre 1971 i 1984.

## Biografia
Va néixer el 28 d'agost de 1911 a la ciutat de Rotterdam. Va estudiar jurisprudència a la Universitat d'Amsterdam i Leiden, i posteriorment augmentà els seus estudis a la London School of Economics i la Universitat de Berlín.
El 1938 aconseguí una plaça de funcionari al Ministeri d'Afers Estrangers, però durant la Segona Guerra Mundial va treballar en el govern neerlandès exiliat a Londres, així com a diplomàtic pels aliats a Suïssa, Portugal i el Regne Unit.
Morí el 18 de juliol de 2002 a la ciutat belga de Brussel·les.

## Activitat política
Entre 1933 i 1936 fou membre del Partit Nacionalsocialista dels Països Baixos (Nationaal-Socialistische Beweging in Nederland, NSB), un partit de tendència nazi però que encara no parlava obertament del seu posterior antisemitisme.
Entre 1949 i 1952 fou el representant del seu país a l'Organització de les Nacions Unides amb seu a Nova York.
Posteriorment fou membre del Partit Catòlic del Poble (Katholieke Volkspartij, KVP) i l'any 1956 fou nomenat Ministre d'Afers Estrangers, càrrec que ocupà fins al 1971, sota els governs successius de Willem Drees, Louis Beel, Jan de Quay, Victor Marijnen, Jo Cals, Jelle Zijlstra i Piet de Jong. Durant els seus mandats refusà lliurar la Nova Guinea Occidental, la part occidental de l'illa de Nova Guinea sota mandat neerlandès, a les autoritats d'Indonèsia fins que va ser forçat a realitzar aquesta cessió per l'administració del president nord-americà John F. Kennedy. L'any 1967 li fou concedit el Premi Internacional Carlemany, concedit per la ciutat d'Aquisgrà, pels seus esforços en favor de la unitat europea.
Signatari per part neerlandesa del tractat de Roma que marcà la fundació de la Comunitat Econòmica Europea (CEE), bloquejà posteriorment diverses temptatives de Charles de Gaulle i Konrad Adenauer de crear una unió política per por de crear un "condomini franco-alemany europeu".

## Secretari General de l'OTAN
L'octubre de 1971 fou nomenat el cinquè Secretari General de l'OTAN en substitució de l'italià Manlio Brosio. Durant la seva etapa al capdavant de la Secretaria General de l'OTAN va advocar per un rearmament a gran escala europeu mitjançant la instal·lació de míssils de creuer per fer front al bloc comunista.
El seu suport explícit a la política colonial del portugués Antonio de Oliveira Salazar en les colònies de Moçambic i Angola li feu valer les crítiques de molts països africans, però alhora rebé el suport dels Estats Units d'Amèrica.